# Николаев, Андрей Иванович
Андре́й Ива́нович Никола́ев (род. 21 апреля 1949) — советский и российский военачальник, государственный деятель, генерал армии (1995). Директор Федеральной пограничной службы Российской Федерации — Главнокомандующий пограничными войсками Российской Федерации (1993—1997).

## Биография
Родился 21 апреля 1949 года Москве. Сын офицера — его отец, Иван Георгиевич Николаев (1922—1985), вышел в запас в звании генерал-полковника с должности первого заместителя начальника Генерального штаба ВС СССР. Мать — поэтесса Елена Дмитриевна Николаева (в девичестве Елена Дерениковна Апресян). В 1966 году поступил на факультет полупроводникового и электровакуумного машиностроения Московского института электронного машиностроения, но после первого курса решил стать офицером. В Советской Армии с 1967 года. Окончил Московское ВВОКУ имени Верховного Совета РСФСР (1971), Военную академию имени М. В. Фрунзе (1976), Высшие офицерские курсы «Выстрел» имени Маршала Советского Союза Б. М. Шапошникова (1978), Военную академию Генерального штаба ВС СССР имени К. Е. Ворошилова (1988).

## Военная служба в СССР
До 1972 года проходил службу на должности командира мотострелкового взвода в Московском военном округе. С 1972 года — командир мотострелковой роты, с 1976 года — командир мотострелкового батальона в Южной группе войск на территории Венгрии.
С 1977 года — начальник штаба мотострелкового полка, с 1980 года — командир мотострелкового полка, с 1982 года — начальник штаба учебной мотострелковой дивизии, с 1984 года — командир учебной мотострелковой дивизии в Уральском военном округе. С 1988 года начальник штаба — заместитель командующего 6-й общевойсковой армией в Ленинградском военном округе. С июля 1991 года — командующий 1-й гвардейской армией в Киевском военном округе. Сделал поразительно успешную военную карьеру, три воинских звания («капитан», «подполковник», «полковник») получил досрочно, что является крайне редким явлением в офицерском корпусе.

## Военная служба в России
С февраля 1992 года — командующий 11-й гвардейской армией в Северо-Западной группе войск (бывший Прибалтийском военном округе). С июня 1992 года — первый заместитель начальника Главного оперативного управления Генерального штаба Вооружённых сил СССР. С 23 декабря 1992 года — первый заместитель начальника Генерального штаба Вооружённых сил России.
В июле 1993 года после трагической гибели российских пограничников на 12-й заставе на таджико-афганской границе Президент Российской Федерации Б. Н. Ельцин снял с должности руководство пограничных войск России. Командующим пограничными войсками — заместителем Министра безопасности России вскоре был назначен генерал-полковник Николаев. В декабре 1993 года его должность была переименована, и он стал Главнокомандующим пограничными войсками Российской Федерации. В декабре 1994 года была создана Федеральная пограничная служба Российской Федерации, тогда же Николаев назначен её первым директором. Пользовался высоким авторитетом в войсках и в обществе. Воинское звание генерал армии присвоено указом Президента Российской Федерации от 17 ноября 1995 года. В 1994—1997 годах одновременно был членом Совета Безопасности Российской Федерации.
В декабре 1997 года между Россией и Грузией возник очередной конфликт из-за расположения контрольно-пропускного пункта российской погранзаставы «Верхний Ларс». По приказу Николаева контрольно-пропускной пункт этой заставы был передвинут ближе к грузинскому КПП для пресечения контрабанды водки из Грузии (после минования грузинского КПП автомашины с контрабандной водкой сворачивали с трассы и по просёлочным дорогам уходили вглубь российской территории). Перенос российского КПП отрезал им этот путь. Немедленно возникло мощное давление на российское руководство со стороны руководства Грузии и Южной Осетии с требованием вернуть российский КПП на прежнее место. Президент РФ Ельцин потребовал вернуть КПП на прежнее место. Директор Федеральной пограничной службы Российской Федерации А. И. Николаев отказался выполнять этот приказ, выехал на место конфликта, где на местности перед журналистами ряда телеканалов доказывал ошибочность такого решения. Был подвергнут критике со стороны Б. Н. Ельцина («Николаев! Как это так, генерал?»). В итоге в том же декабре 1997 года он подал рапорт об отставке с должности директора Федеральной пограничной службы Российской Федерации, который был удовлетворён. В июне следующего 1998 года уволен в запас с военной службы. КПП был возвращён на прежнее место, а с началом боевых действий в Чеченской Республике в 1999 году без огласки возвращён туда, где он должен быть, согласно мнению генерала А. И. Николаева.

## Политическая деятельность
Находясь в запасе, занялся активной политической деятельностью. В апреле 1998 года победил на дополнительных выборах в Государственную Думу России второго созыва по Орехово-Борисовскому избирательному округу Москвы. Один из создателей движения «Союз народовластия и труда» в 1998 году, председатель этого движения. В августе 1998 года вместе с этим движением присоединился к Народно-патриотическому союзу России.
На выборах депутатов Государственной Думы России третьего созыва 19 декабря 1999 года вновь по Орехово-Борисовскому одномандатному избирательному округу Москвы избран депутатом от избирательного блока «Блок генерала Андрея Николаева, академика Святослава Фёдорова». В Государственной думе третьего созыва был членом группы «Народный депутат», председателем Комитета Государственной думы по обороне.
Баллотировался в депутаты Государственной Думы Российской Федерации четвёртого созыва в декабре 2003 года, но избран не был.
В апреле 2004 года назначен помощником Председателя Правительства Российской Федерации М. Фрадкова по вопросам военно-технического сотрудничества, работал на этой должности до сентября 2007 года (освобождён в связи с прекращением исполнения М. Фрадковым полномочий Председателя Правительства России). В январе 2005 года присвоен квалификационный разряд «действительный государственный советник России 2 класса».
С 23 октября 2008 года — советник Генерального директора ОАО Концерн «РТИ Системы».
Живёт в Москве. Женат, имеет двоих сыновей.
Автор серии публицистических книг и мемуаров, свыше 200 публикаций. Вице-президент Клуба военачальников, почётный член Академии военных наук.

## Награды
- Орден «За заслуги перед Отечеством» IV степени (1997)
- Орден «За службу Родине в Вооружённых Силах СССР» III степени (1981)
- Медаль «Данк» (22 января 1997 года, Кыргызстан) — за вклад в развитие и укрепление сотрудничества Кыргызской Республики с Российской Федерацией и в связи с 5-летием образования Содружества Независимых Государств[6]
- Памятная юбилейная медаль «Манас-1000» (27 октября 1995 года, Кыргызстан) — за вклад в укрепление дружбы и сотрудничества между народами Кыргызской Республики и Российской Федерации[7]
- Медали
- Международная премия имени М. А. Шолохова в области литературы и искусства (1998)

## Сочинения
- Рубежи России: Раздумья о важном. — М.: Граница, 1998. — 237 с. — ISBN 5-86436-262-X.
- Российская идея и общее дело: Опыт критического осмысления современной действительности. — М.: Прок, 1999. — 127 с. — ISBN 5-89799-001-8.
- Россия на переломе: Мысли о самом важном и наболевшем. — 2-е изд. — М.: Современный писатель, 1999. — 397 с. — ISBN 5-265-03460-9.
- Записки русского генерала. — Кн. 1—2. — М.: Красная звезда, 2010. — ISBN 978-5-94691-411-6.